# باول أ. يوست جونيور
باول أ. يوست جونيور (بالإنجليزية: Paul A. Yost, Jr.)‏ هو ضابط أمريكي، ولد في 27 سبتمبر 1929 في سانت بيترسبرغ في الولايات المتحدة.